# Mineur transgenre

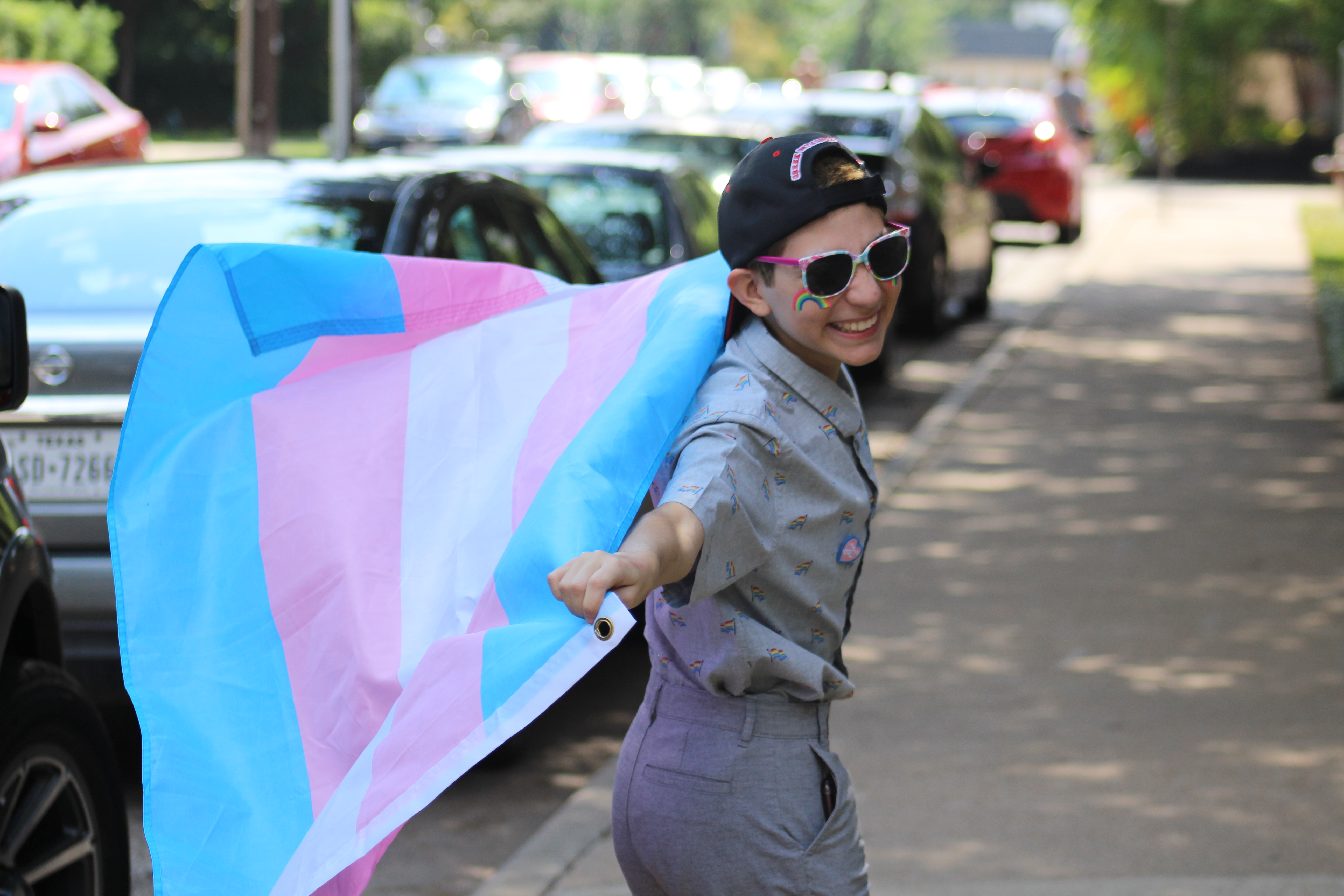
Un enfant transgenre aux États-Unis en 2018.

Un mineur transgenre est un enfant ou un adolescent transgenre n'ayant pas encore atteint la majorité civile dans le pays où il vit. Il s'agit de jeunes personnes dont l'identité de genre n'est pas celle qui leur a été assignée à la naissance.
Les modalités de leur transition de genre varient en fonction des pays et des aspects de cette transition, avec des restrictions sur l'âge minimal pour effectuer un changement d'état civil ou avoir accès à des bloqueurs de puberté, des hormones sexualisantes ou des chirurgies.  En raison de leur âge, les enfants et adolescents trans dépendent fortement de leur famille, de l'école, mais aussi des autorités politiques et médicales, notamment quant à la possibilité et aux modalités d'une éventuelle transition de genre. Les modalités de transition des enfants suscitent de vifs débats dans l'opinion, notamment liés à des désaccords quant à la réalité et à la fréquence de la transidentité chez les enfants, surtout par rapport à la non-conformité de genre dans l'enfance de jeunes cisgenres. Ces débats aboutissent à un durcissement des conditions d'accès aux transitions pour les mineurs dans les années 2020 dans plusieurs pays.
Dans un contexte global de transphobie, les mineurs trans sont particulièrement vulnérables aux problèmes de santé mentale (anxiété, dépression, pratiques à risque, suicide), que ce soit dans la famille, à l'école ou dans leur parcours de santé. Ces difficultés s'ajoutent à la dysphorie de genre, dont la puberté (anticipée ou vécue) est, pour eux, le moment critique.
Ces difficultés n'empêchent pas certains jeunes trans de s'engager dans une démarche militante de visibilisation de leurs vécus, et de productions de ressources visant de meilleures conditions de vie pour les autres jeunes trans.

## Identité de genre

### Identification au genre
L'identification à leur genre, et la considération qu'il est différent du genre opposé, est tout aussi forte et cohérente chez les enfants cisgenres que transgenres : par exemple, les petites filles, qu'elles soient assignées fille à la naissance ou en transition sociale, s'identifient comme filles et comme différentes des garçons. Cette identification, généralement solidifiée chez les enfants cisgenres dès l'âge de trois ans, peut intervenir plus tard chez les enfants trans.
La division genrée des activités et des groupes d'affinités est elle aussi présente avec la même force chez les enfants trans que cisgenres : les garçons, assignés garçon à la naissance ou en transition, ont tendance à préférer les jouets qu'aiment les autres garçons de leur classe d'âge, et à passer du temps avec d'autres garçons.
En revanche, les enfants transgenres, et leurs frères et sœurs cisgenres, adhèrent significativement moins aux stéréotypes de genre que les autres enfants cisgenres et, surtout, pratiquent moins de sanction sociale envers les enfants aux comportements de genre non conformes. Et ils sont plus susceptibles de développer une relation amicale avec eux.
Un phénomène similaire existe concernant la fixité du genre au cours du temps : autant de petites filles trans que cis pensent qu'elles grandiront pour devenir des femmes, mais les enfants trans considèrent plus souvent que l'identité de genre d'une personne varie dans le temps.

### Dysphorie de genre
La dysphorie de genre est définie, en 2013, dans le Manuel diagnostique et statistique des troubles mentaux, comme l'ensemble des souffrances psychiques résultant du sentiment d'inadéquation entre l'identité de genre d'une part, et le corps et la perception de genre d'autre part, chez les personnes transgenres.
Cette dysphorie se manifeste très tôt par une angoisse vis-à-vis de la puberté : des petites filles trans parlent ainsi à leurs parents, dès l'âge 4 ans, de leur peur à avoir de la barbe ou une voix plus grave. Voir des enfants de leur entourage grandir et devenir pubères, tels que des grands frères ou grandes sœurs, est particulièrement source d'angoisse. Souvent, ces enfants sont aussi dans une relation de haine envers leur corps, envers leurs organes génitaux notamment. Quand la puberté vient, elle est vécue comme un traumatisme.

## Prévalence
Elle est mal connue et inconnue dans de nombreux pays, car les jeunes enfants trans sont pour partie invisibilisés : leurs comportements, d'abord jugés amusant, curieux ou pris pour des caprices, puis souvent jugés préoccupants et à corriger pousse ces enfants à cacher cette spécificité.
En 2003, Peggy et al. notent que moins de 1% des enfants américains, avec 1,2 fille concernée pour 1 garçon, s'autodéclarent en dysphorie de genre, 300 000 mineurs s’identifient comme transgenres (et deviennent une cible de la droite politique). Pourtant selon les observations (2009) d'Elisabeth J. Meyer, chercheuse sur les questions de genre, de harcèlement et de diversité sexuelle à l'école, et sur les liens entre spectre du genre et la créativité des enfants :  dans les cours élémentaires des États-Unis, 8 % des élèves ne répondent pas strictement aux rôles masculin féminin qu'on attribue à leur genre, ce qui les expose précocement au régime de pressions et de sanctions qui s'exerce traditionnellement sur les transgressions de genre, ainsi qu'au sexisme à l'homophobie et/ou à la transphobie,, ; le GLSEN (Gay, Lesbian & Straight Education Network), en 2005, a montré dans un rapport d'enquête rapport intitulé “From Teasing to Torment: School Climate in America” (Des moqueries aux tourments : le climat scolaire en Amérique) que l'expression dissidente de genre (ex : un enfant identifié comme garçon se comportant comme une fille) est la troisième cause de harcèlement à l’école après l’apparence physique (le poids…), l’orientation sexuelle réelle ou supposée ...avant l’ethnicité ou l'appartenance religieuse presque toujours mis en avant par les médias, les politiques et le monde enseignant.
En Belgique, de 25 000 à 75 000 jeunes belges de moins de 19 ans seraient "trans".

## Modalités de transition
Les enfants trans décident majoritairement de cacher leur transidentité à leurs parents, aux membres de la famille et aux amis,. La transidentité portée à la connaissance des parents peut les sidérer et conduire au déni.
Une fois une transition entamée, il est très rare que les enfants trans détransitionnent : une étude conduite aux États-Unis montre que cinq ans après le début de leur transition, 94% des enfants continuent à être dans leur genre de transition, 3,5%, qui avaient d'abord transitionné vers fille ou garçon, sont alors non-binaires, et seuls 2,5% sont retournés à leur genre de naissance. Ces détransitions, qui ont lieu jeunes, sont extrêmement rares chez les enfants qui sont sous bloqueurs de puberté.

### Sociale
La transition est aussi sociale, avec souvent chez les enfants le moment important d'un changement de prénom d'usage, de pronom, de coiffure et de style vestimentaire.
De nombreuses études ont conclu que le bénéfice de cette transition sociale est, chez les jeunes prépubères, important en termes de bien-être et de fonctionnement global,,,.
La campagne Unbox Me ("Sors-moi de ma boîte"), à l'initiative de l'ONU en 2022, vise à promouvoir une plus grande inclusion et acceptation des enfants transgenres et à défendre leurs droits. En Californie, une loi de 2013 accorde aux enfants le droit d'utiliser les installations (dont les toilettes) correspondant à leur identité de genre. Au Québec, les enfants d'un groupe scolaire peuvent, depuis mars 2023, choisir les toilettes ou le vestiaire du genre auquel ils s’identifient.

#### Changement d'état civil

##### Canada
Au Canada, les modalités du changement d'état civil sont définies par les provinces : en Alberta, Colombie-Britannique, Manitoba, Nouvelle-Écosse et Ontario, ce changement est ouvert aux mineurs trans sans condition de chirurgie de réattribution sexuelle, alors qu'elle est nécessaire au Québec. L'Ontario, a aussi légiféré (« Affirming sexual orientation and gender act » de 2015) pour interdisant des pratiques de « conversion » lors des consultations ou des suivis psychiatriques de mineurs transgenres.

##### Écosse
Le parlement écossais, en décembre 2023, a adopté un projet de loi abaissant de 18 à 16 ans l’âge légal pour entamer des démarches de changement de genre à l'état-civil. Il n’exige plus d’avis médical pour obtenir un certificat de reconnaissance de genre. Il suffira d’avoir vécu trois mois (au lieu de deux ans) dans son nouveau genre. Le Premier Ministre de Grande Bretagne indique son intention de bloquer la mise en œuvre du "Gender Recognition Reform Bill". La Première Ministre de l'Ecosse souhaite contester ce veto en justice afin de défendre sa loi,.

##### Espagne
Depuis le 22 décembre 2022, la loi permet aux personnes dès 16 ans, de changer le genre sur les papiers d’identité, sans avoir à procurer des rapports médicaux ou de preuves de traitement hormonaux dans un délai de trois mois après le dépôt de la demande et sa validation. Le texte autorise les 14-16 ans à effectuer ce changement à l’état civil, sous réserve qu'ils soient accompagnés de leurs parents. Pour les 12-14 ans, il est nécessaire d'obtenir l'accord de la justice. Les thérapies de conversion sont interdites sous peine d'une amende pouvant atteindre 150 000 euros.

##### France
En France, une personne mineure émancipée qui démontre par une réunion suffisante de faits que la mention relative à son sexe dans les actes de l'état civil ne correspond pas à celui dans lequel elle se présente et dans lequel elle est connue peut en obtenir la modification. Le 25 janvier 2022 la Cour d'appel de Chambéry reçoit favorablement la demande de modification de la mention du sexe à l’état civil pour un mineur de 17 ans non émancipé avec l’autorisation de ses parents. La Cour considère que ne pas lui permettre de changer la mention du sexe sur ses documents officiels, notamment ses diplômes, serait de nature à établir une « atteinte disproportionnée » à sa vie privée, en créant une discordance entre son état civil, son apparence et son comportement social.

#### Milieu scolaire

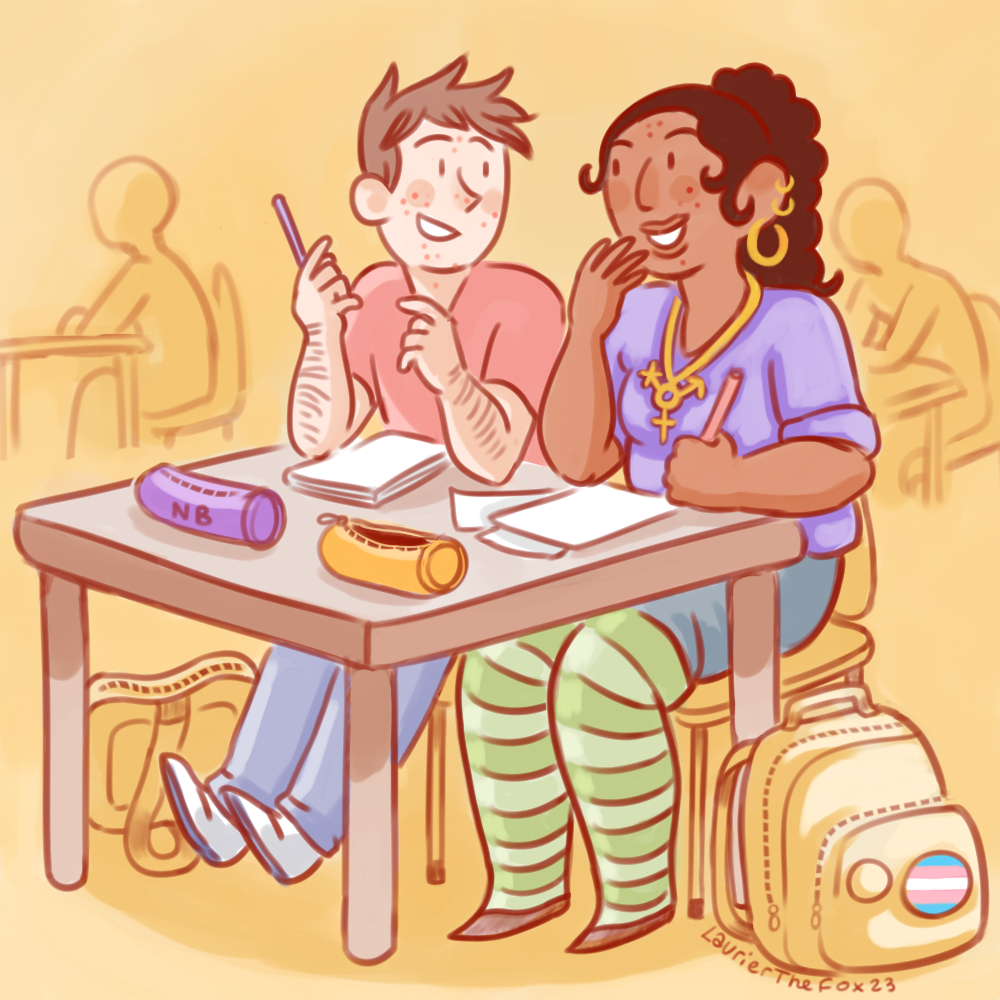
Élèves transgenres en classe.

Le Conseil de l'Europe recommande également de « promouvoir la tolérance et le respect mutuels à l’école, quelle que soit l’orientation sexuelle ou l’identité de genre », par exemple en fournissant « des informations objectives concernant l’orientation sexuelle et l’identité de genre » dans « les programmes scolaires et le matériel pédagogique ». La transidentité reste difficilement acceptée en milieu scolaire, les élèves trans y subissant du harcèlement de la part non seulement des élèves cisgenres, mais aussi du personnel scolaire,. Ce harcèlement prend notamment la forme de comportements transphobes, le mégenrage et, surtout, une réponse inadaptée des institutions scolaires avec à ces comportements.
Toutefois, l'école peut aussi être vécue comme un espace sécurisé et d'épanouissement pour les élèves transgenres : c'est le cas lorsque leurs pronoms et prénoms sont respectés par tous, qu'il est possible d'occuper une position sociale non-binaire, que du soutien et de la confidentialité sont trouvables au sein du personnel éducatif, et plus particulièrement si une personne est identifiée comme interlocutrice privilégiée sur la transidentité, la présence de ressources sur la transidentité, ou la possibilité d'utiliser les toilettes l'uniforme conforme à l'identité de genre des élèves trans. Les réactions efficaces contre la transphobie, ainsi que des liens forts entre les écoles et les associations transgenres, sont très prédictives du bien-être des élèves trans qui les fréquentent.
Les enfants et adolescents trans considèrent que, lorsqu'ils poussent les écoles à respecter leur identité de genre, il ne s'agit pas tant d'une démarche personnelle que d'un investissement militant: corriger un professeur sur le pronom à utiliser, c'est se défendre soi-même, mais surtout faire en sorte que les prochains élèves trans de ce professeur auront une expérience plus facile.

##### Belgique
Depuis la rentrée scolaire de 2021, les parents à partir de la classe de première secondaire  peuvent choisir sur les formulaires d’inscription entre : garçon, fille et neutre. Cela est destiné à lutter contre la discrimination des élèves transgenres. Les toilettes neutres sont mises en place à l'école.

##### Canada
Le Nouveau Brunswick et la Saskatchewan adoptent en 2023 des mesures similaires en subordonnant à une autorisation parentale, l'utilisation par les élèves de moins de 16 ans, du prénom de leur choix . La Ministre des Femmes, de l'Égalité des genres et de la Jeunesse surveille de très près l'évolution de cette situation.

##### Espagne
En Espagne en 2019, Elsa, une fillette transgenre âgée de 8 ans, prononce un discours devant l'assemblée du conseil régional de l'Estrémadure afin de faire reconnaître "le droit de ce que l'on est vraiment pour vivre heureux". Un adolescent en cours de transition âgé de 12 ans se défenestre avec sa sœur jumelle le 26 février 2023, en Catalogne, et meurt. Cette dernière est hospitalisée dans un état grave. Les proches dénoncent le harcèlement scolaire dont sont victimes les deux jeunes (utilisation régulière du morinom pour le garçon).

##### États-Unis
En octobre 2022, le gouverneur de l’État de Virginie envisage de prendre des mesures afin qu'un élève transgenre puisse demander à être appelé par un autre prénom seulement si ses parents le demandent par écrit au personnel éducatif ainsi que pour ses pronoms. Une loi est définitivement adoptée en 2023 par les 2 chambres du parlement de l’État du Kentucky malgré le veto du gouverneur démocrate Andy Beshear. Le Service de l'éducation ou bien une circonscription scolaire de cet État ne doit pas exiger ou recommander des politiques ou des procédures pour l'utilisation de pronoms qui ne sont pas conformes au sexe biologique d'un élève tel qu'indiqué sur le certificat de naissance original et non édité de l'élève délivré au moment de la naissance. Tout enfant, quel que soit son niveau scolaire, inscrit dans la circonscription ne reçoit pas d'instruction ou de présentation ayant pour but ou objectif de d'étudier ou d'explorer l'identité de genre, l'expression de genre (…). Un élève qui affirme aux responsables de l'école que son genre est différent de son sexe biologique et dont les parents ou le tuteur légal donnent leur consentement écrit aux responsables de l'école bénéficie des meilleurs aménagements possibles, mais ces aménagements ne comprennent pas l'utilisation des toilettes, des vestiaires ou des salles de douche de l'école destinés aux élèves du sexe biologique opposé lorsque des élèves du sexe biologique opposé sont présents ou susceptibles d'être présents,. Un  juge fédéral de première instance permet en 2023 l'entrée en vigueur d'une loi de l'Idaho obligeant les élèves des écoles publiques à utiliser les toilettes correspondant au sexe qui leur a été assigné à la naissance. Les établissements scolaires risquent une amende de 5 000 dollars. Cependant, il sursoit à statuer définitivement dans l'attente de la présentation d'autres éléments de preuve au tribunal. La jurisprudence concernant ce sujet reste partagée aux États-Unis. La Cour d'appel des États-Unis pour le quatrième circuit juge illégale la politique d'une école de Virginie, alors que la Cour d'appel du 11e circuit confirme la politique d'une école de Floride.

##### France
À la suite de suicides d'élèves, le ministère de l'Éducation Nationale publie pour la rentrée 2021 une circulaire décrivant la manière dont les enfants et adolescents mineurs trans doivent être accueillis à l'école. Celle-ci requiert l'accord des parents pour changer le pronom et le prénom d'usage des élèves, et limite l'utilisation de ce prénom aux documents non-officiels, à l'exclusion des diplômes et bulletins,. Cette circulaire est contestée devant le Conseil d'État, au regard de la loi du 23 août 1794 (6 fructidor de l'an II), laquelle indique qu'« aucun citoyen ne pourra porter de nom ni de prénom autres que ceux exprimés dans son acte de naissance : ceux qui les auraient quittés seront tenus de les reprendre » et précise qu'il est « expressément défendu à tous fonctionnaires publics de désigner les citoyens dans les actes autrement que par le nom de famille [et les] prénoms portés en l'acte de naissance ». La haute juridiction dispose que l'utilisation d'un prénom d'usage dans le cadre interne à l'établissement scolaire, hors notations, n'enfreint pas ledit texte,. La circulaire est validée par le Conseil d’État le 29 décembre 2023,.
Le 18 septembre 2023, la police arrête dans sa classe un collégien âgé de 14 ans car il a menacé de mort, sur les réseaux sociaux, une lycéenne en cours de transition (MtF). Il est déféré le jour même devant un juge du tribunal de Créteil qui prononce une mesure de réparation éducative à son encontre,,.
La loi du 31 janvier 2022 rend illégal le fait de réprimer l’identité de genre des enfants trans. En mai 2023, des sénateurs de droite lancent un groupe de travail sur la transidentité des mineurs. Ce courant politique s'interroge pour savoir si cette thématique a sa place à l’école. La sénatrice LR du Val-d’Oise Jacqueline Eustache-Brinio anime les auditions avec de nombreux experts (médecins, associations, juristes, experts internationaux) avant d’envisager le cas échéant une évolution du cadre juridique pour les mineurs. Le rapport publié en mars 2024 relève une hausse croissante des demandes de transition pour les mineurs. Il estime non fiable le traitement standard international, dans la prise en charge des mineurs souffrant de « dysphorie de genre ». En se référant à une étude de la clinique Tavistock de Londres, les sénateurs soulignent « les effets secondaires néfastes des bloqueurs de puberté sur la masse osseuse, sur le développement cognitif et émotionnel et sur le fonctionnement sexuel ». Les sénateurs LR  préconisent, pour les mineurs, à la fois l’interdiction des bloqueurs de puberté et de prescription/administration d’hormones croisées et la chirurgie de réassignation sexuelle. Ces préconisations sont pourtant en contradiction avec les résultats des études scientifiques et les recommandations de la Société d’endocrinologie et de l'association professionnelle mondiale pour la santé des personnes transgenres (WPATH). Dans une tribune publiée dans le quotidien Le Monde le 31 mars 2024 (Journée internationale de visibilité transgenre), un collectif de plus d'une centaine de professionnels de la santé s'inquiète d'une telle mesure. Ils relèvent qu'elle n'est étayée par aucune analyse scientifique rigoureuse ni par une consultation représentative des mineurs ayant transitionnés au cours des 20 dernières années. Les Jours dénoncent les conditions de rédaction de ce rapport, qualifié de micro-trottoir par un chirurgien co-président du groupe de travail à l'HAS : les comptes rendus d'audition ont été tronqués ou détournés, et les prétendues expertes rémunérés sur des fonds du groupe LR du Sénat pour rédiger le rapport sont les fondatrices de l'observatoire de la petite sirène
Une proposition de loi est déposée au Sénat le 19 mars 2024. La Défenseure des droits publie un avis au parlement le 6 mai 2024 relevant ses inquiétudes quant aux effets de la proposition de loi précitée, de nature selon elle à porter atteinte aux droits et à l’intérêt supérieur de l’enfant.

##### Royaume-Uni
La ministre de l’Éducation et la ministre des Femmes et de l’Égalité à l'égard du changement de genre à l’école élaborent une série de recommandations très détaillées non contraignantes destinées aux agents du secteur scolaire et universitaire. L'inscription doit s'opérer sous le prénom légal de l'enfant avec son sexe de naissance dans le registre des admissions des établissements d'enseignement. Ils peuvent autoriser les élèves de changer leur prénom ("connu comme") s'ils estiment que c'est dans l'intérêt supérieur de l'enfant. Les enfants en âge d'aller à l'école primaire ne devraient pas avoir de pronoms différents des pronoms basés sur le sexe utilisés à leur sujet. Pour les enfants plus âgés, les écoles n'ont pas besoin de spécifier les pronoms à utiliser pour chaque élève et peuvent refuser une demande de changement des pronoms d'un enfant. Lorsqu'une école ou un collège examine une demande de changement de pronom, il doit consulter les parents de l'enfant, tout en prenant en compte tous les facteurs pertinents et examinant toutes les preuves. Après cela, les écoles et collèges ne doivent accepter un changement de pronoms que si les avantages pour l'enfant l'emportent sur les conséquences pour la communauté scolaire. Dans de rares cas, aucun enseignant ou élève ne doit être contraint d'utiliser ces pronoms préférés et cela ne doit pas empêcher les enseignants de se référer aux enfants collectivement comme "filles" ou "garçons", même en présence d'un enfant qui a été autorisé à changer de pronoms. Les élèves ne seront pas admis dans les vestiaires ou les toilettes des enfants d’un autre sexe de naissance. Lors d'un voyage scolaire aucun enfant ne doit être autorisé à partager sa chambre avec un enfant assigné à la naissance au sexe opposé. Si un enfant s'interrogeant sur son genre ne souhaite pas partager sa chambre avec un autre enfant du même sexe, dans la mesure du possible, et seulement après que l'école ait pris en compte des facteurs pertinents, d'autres arrangements doivent être recherchés. Ils ne doivent pas compromettre la sécurité, le confort, l'intimité ou la dignité de l'enfant ou des autres élèves (par exemple une chambre séparée appropriée pour l'élève). Les décisions relatives à l'uniforme ne doivent être prises qu'après une consultation appropriée avec les parents de l'enfant, après avoir pris en compte les facteurs pertinents. Lors de la prise de décision, les écoles doivent se demander si cela s'applique à tous les éléments de l'uniforme ou certains éléments,.

##### Suède
Une enseignante suédoise est licenciée en 2022 pour avoir systématiquement refusé d'utiliser un pronom neutre quand il s'agissait de nommer un élève trans. Le médiateur chargé de la lutte contre les discriminations condamne l'établissement scolaire qui n'a pas réagi assez rapidement. Il devra verser une indemnité de 15 000 euros à l'enfant.

#### Activités extra-scolaires
En Suède, un garçon de 9 ans est exclu en 2018 de son équipe de football masculine en raison de sa transidentité . Une plainte est déposée contre le club la même année. L'enfant joue désormais avec les garçons dans le club d’une commune voisine. En octobre 2022, une collégienne dans l’État du Vermont tient des propos désobligeants à l'égard d'une jeune fille trans présente pour se changer dans les vestiaires de son équipe féminine de volley-ball. Elle est exclue de son collège pendant 2 jours. Une mère de famille reproche à la commune de Puteaux et à son prestataire d’avoir hébergé son garçon trans âgé de 12 ans dans une chambre pour filles lors d’un séjour aux sports d’hiver en 2023. Le Kansas interdit par un texte aux athlètes transgenres la pratique de sports féminins de la maternelle au collège à partir du 1er juillet 2023. Trois filles transgenres participent à des sports de la 5e à la terminale en 2023, dont deux seniors. L'administration Biden propose le 6 avril 2023 d'empêcher juridiquement les écoles américaines d'interdire la présence d'athlètes trans aux côtés d'élèves correspondant à leur identité de genre, mais offrirait une flexibilité pour les compétitions de haut niveau.

#### Oppositions à la transition sociale
Une sénatrice conservatrice d'Australie, Amanda Stoker, mène une campagne contre les transitions de genre pour les enfants.

### Médicale

#### Psychiatrisation
Jusqu'en 2013, le DSM-4 pathologisait la transidentité en elle-même : elle était alors définie comme un « trouble de l'identité sexuelle » : ainsi, le rôle d'un psychiatre, face à une patiente trans, était de l'amener à se libérer de son trouble et donc à vivre en homme. Bien que cette vision ait été abandonnée dans le DSM-5, cette vision perdure chez des médecins et thérapeutes : ainsi, si les États américains de Californie, du New Jersey et du Massachusetts ont interdit ces pratiques, assimilées à des thérapies de conversion, des praticiens, tels que le psychiatre  Paul R. McHugh, estiment qu'il s'agit de la meilleure thérapeutique puisque, pour lui, le changement de sexe est impossible et que les enfants transgenres sont en réalité des enfants à l'expression de genre non-conforme.
Malgré le passage de trouble de l'identité sexuelle à dysphorie de genre, beaucoup de parents d'enfants trans trouvent qu'un tel diagnostic, qui est souvent nécessaire pour accéder aux bloqueurs de puberté, aux hormones sexuelles ou à la chirurgie, fait plus de mal que de bien aux enfants, et n'est pas pertinent pour déterminer si ceux-ci sont effectivement trans.

#### Bloqueurs de puberté
Le traitement visant à bloquer la puberté a été mis au point au début des années 1980 pour les enfants atteints de puberté précoce. « Encore rarissimes en France » (en 2015), ils sont proposés aux Pays-Bas, États-Unis, Royaume-Uni ou Canada. Au Royaume-Uni, depuis 2011, il n'est administré que dans le cadre d’expérimentations.
Le traitement consiste à administrer à l'enfant des hormones de synthèse qui imitent l'action de la GnRH, l'hormone de libération des gonadotrophines hypophysaires normalement produite dans l'hypothalamus. En réponse à la libération des hormones sexuelles, les récepteurs à la GnRH se désensibilisent et bloquent son activité. Des injections répétées sont nécessaires pour que la puberté reste en sommeil. À l'arrêt du traitement, elle reprend son cours normal. Le traitement est généralement entamé avant l'apparition des premiers signes de puberté, qui sont mal vécus par les enfants transgenres. Quelques rares effets secondaires sont répertoriés, dont des risques de douleurs musculaires et articulaires, de la fatigue, des troubles du sommeil ou un retard de calcification des os.
Les bloqueurs de puberté ont été administrés pour la première fois à la fin des années 1990 à l'hôpital universitaire d'Amsterdam, le VU Medical Center. Toujours aux Pays-Bas, un deuxième centre spécialisé a ouvert en 2011 à Leyde. Dans le pays, environ 300 adolescents ont bénéficié du traitement entre son lancement et l'année 2015.
La seule "clinique du genre" pour enfants du Royaume-Uni ferme en 2022 à la demande du National Health Service en raison de l’utilisation d’un bloqueur de puberté et d’autres pratiques controversées. Elle sera remplacée par deux services spécialisés basés dans les principaux hôpitaux pour enfants .
En France, les hôpitaux de la Pitié-Salpêtrière et Robert-Debré ont ouvert leurs consultations aux mineurs, qui seront suivis par un pédopsychiatre pendant au moins six mois ; des solutions non médicamenteuses sont d'abord proposées. En suivant les recommandations internationales, les professionnels spécialisés dans ce domaine peuvent prescrire des bloqueurs de puberté à l'arrivée de la puberté — avant les hormones masculinisantes ou féminisantes —. Leur utilisation reste en effet controversée en France. À Paris en 2020, environ sept cents mineurs — de 3 à 18 ans —sont suivis ou sur liste d'attente. Si le nombre de demandes de transition augmente (multiplié par 10 en 7 ans selon l’Assurance maladie), le taux de regret demeure faible, autour de 10 à 20%,.
L'American Psychiatric Association, dans une communication de 2020, souligne l'importance de l'utilisation des bloqueurs de puberté pour le bien-être mental et émotionnel des enfants et adolescents ; elle rappelle que l'absence d'intervention, en raison de l'impact de la puberté, n'est pas une décision neutre et qu'il vaut mieux laisser les enfants et adolescents le temps d'explorer leur identité de genre. En 2022, une polémique s'empare d'un groupe de pédiatres de l'American Academy of Pediatrics car certains membres critiquent l'emploi des bloqueurs de puberté.
Non seulement les bloqueurs, lorsqu'ils sont pris, permettent d'éviter le traumatisme de la puberté et de laisser aux enfants des années supplémentaires pour réfléchir à leur identité de genre, mais le fait même de savoir qu'ils sont une possibilité permettent aux enfants trans pré-pubères de calmer leurs angoisses.
Un phénomène paradoxal a lieu avec les bloqueurs de puberté : alors que, dans les années 2010, émerge un consensus médical quant à la pertinence de leur utilisation, ceux-ci sont aussi l'objet d'un violente contre-attaque idéologique s'opposant à leur utilisation. Ces contre-attaques ont parfois abouti à la mise en place de limitations légales à l'accès de ces traitements,,. C'est le cas notamment en Angleterre et au pays de Galles où, dans un arrêt rendu le 1er décembre 2020, la Haute Cour de justice (Angleterre et pays de Galles) limite très fortement la possibilité pour des enfants de moins de 16 ans d'avoir accès à des bloqueurs de puberté,.

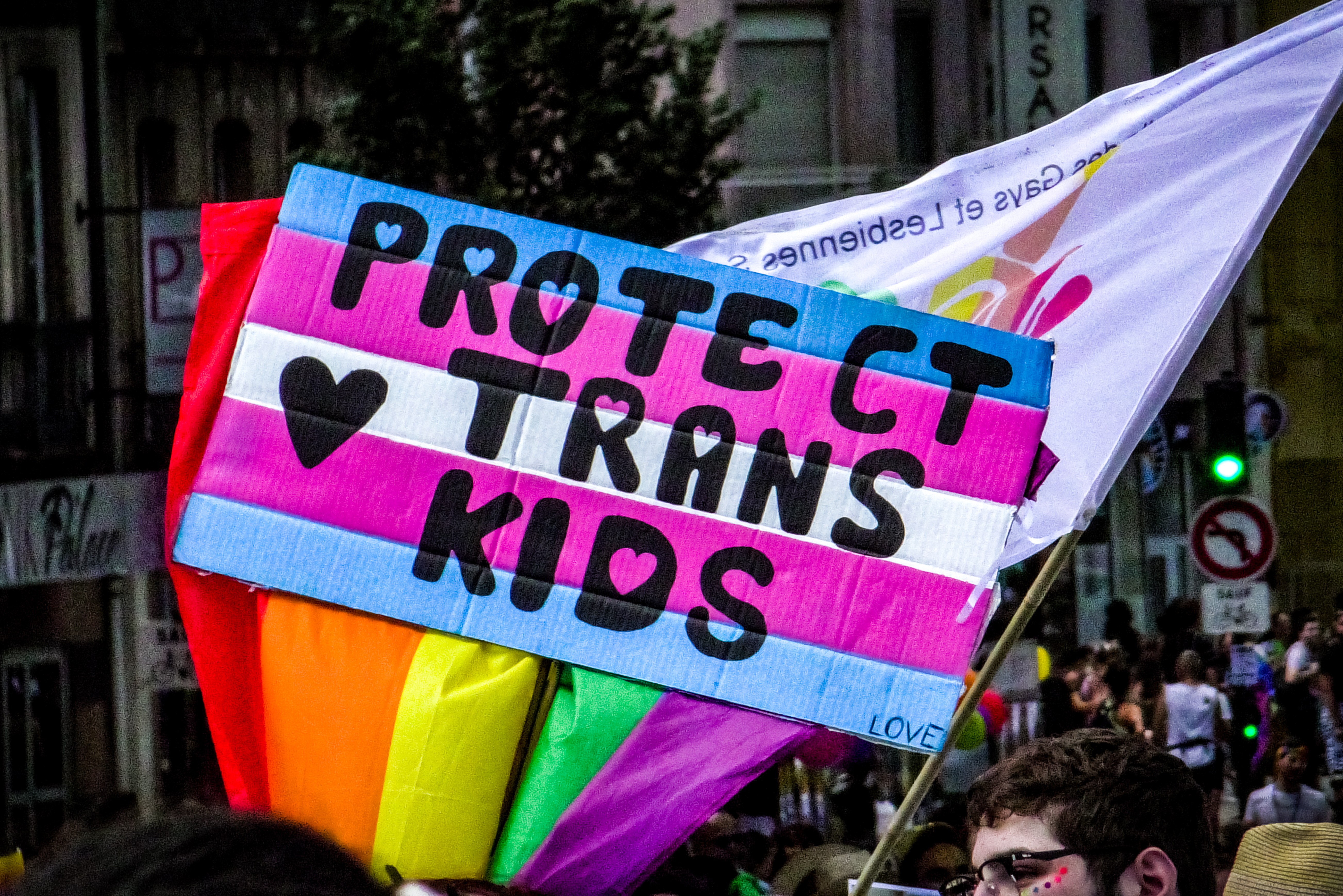
Pancarte lors de la marche des fiertés de Toulouse 2023

L'accès aux bloqueurs de puberté est une épreuve difficile pour les enfants et adolescents trans : ils témoignent de devoir prouver qu'ils sont « assez trans » pour avoir droit au traitement, de parler de leur rapport à leur corps alors qu'il s'agit d'une conversation pénible pour eux, et de devoir prouver que leur mal-être est uniquement dû à leur dysphorie de genre, sans aucune autre explication possible. Souvent, les équipes utilisent en outre une définition restreinte de la dysphorie de genre, considérant par exemple que les bloqueurs de puberté ne devraient être prescris qu'aux enfants et adolescents vivant une dysphorie génitale, et ce alors que de nombreux adultes trans n'effectuent pas de chirurgie de réassignation sexuelle. De nombreux parents témoignent aussi de tentatives par les équipes médicales de les convaincre de ne pas laisser leurs enfants effectuer une transition médicale, invoquant des taux de regrets surélevés par rapport à la réalité. Les rencontres avec les équipes médicales, pénibles pour les enfants trans tendent à s'étirer sur plusieurs années, au point que des bloqueurs sont prescrits alors que la puberté a commencé ; des parents jugent qu'il s'agit parfois d'une volonté délibérée des équipes, pour vérifier que les enfants considèrent leur puberté réelle comme effectivement aussi insupportable que ce qu'ils avaient anticipé. De nombreux endocrinologues n'acceptent en consultation que des mineurs ayant déjà commencé leur puberté, avec des critères arbitraires (de taille des testicules ou de seins), indépendants de la détresse émotionnelle. Un garçon transgenre de 14 ans a, en novembre 2020, porté plainte, soutenu par The Good Law Project, contre le National Health Service en raison du retard dans l'accès au traitement d'un changement de sexe. Il a attendu plus d’un an avant d'être accepté dans une clinique alors que, selon lui, le NHS a « l’obligation légale » de fournir des soins spécialisés avant 18 semaines. Le temps d’attente moyen pour un premier rendez-vous avec le Service de Développement de l’Identité de Genre serait de 18 mois, selon l'association, et jusqu'à quatre ans.
En 2022, une méta-analyse note que « plusieurs études ont été publiées soulignant les impacts positifs sur le devenir psychologique ainsi que l’innocuité relative de la suspension de la puberté, dite ‘suppression de puberté’ » et que « le ratio bénéfice/risque semble suffisamment solide pour que cette proposition de soin soit reprise dans toutes les recommandations internationales dans des indications similaires ». La prise de bloqueurs de puberté s'accompagne d'une sérénité retrouvée des enfants et des adolescents, ainsi que d'une plus confiance en eux. Toutefois, pour les adolescents les plus âgés, la prise de bloqueurs seuls, sans hormone sexualisante (œstrogène ou testostérone) peut s'avérer pénible (bouffées de chaleur, troubles de l'humeur).
En décembre 2024, la prescription de bloqueurs de puberté est interdite de manière permanente au Royaume-Uni. Le gouvernement travailliste motive sa décision par le risque majeur pesant sur la santé des enfants.

#### Hormones féminisantes ou masculinisantes
L'accès aux hormones sexualisantes est limité pour les mineurs : un hôpital de Suède n'en propose plus qu'aux majeurs, et les recommandations en Angleterre posent une limite à 16 ans minimum,. Cela crée des situations absurdes, où des garçons trans sous bloqueur de puberté souffrent d'un manque d'hormone sexuelle, mais à qui on refuse la testostérone qu'ils veulent, tout en leur proposant des œstrogènes de synthèse, hormone dont les bloqueurs empêchent justement la production naturelle. Ce délai provoque une détresse sociale, où les adolescents trans de 14-15 ans se retrouvent seuls à être prépubères tandis que leurs camarades de classe sont déjà bien avancés dans leur puberté.
La Finlande en 2020, puis la Suède en 2022, ont décidé un moratoire sur l’accès des mineurs aux traitements hormonaux de changement de sexe, considérant que « les risques d’un traitement hormonal inhibant la puberté pour les moins de 18 ans l’emportent actuellement sur les avantages possibles ».

#### Chirurgie
Les opérations de réattribution sexuelle sont très rares chez les mineurs, mais en augmentation : environ 50 par an en France, 200 par an aux-États-Unis, essentiellement pour des garçons trans[réf. à confirmer].
Le California Department of Insurance rappelle en décembre 2020 aux compagnies d'assurance maladie par l'intermédiaire du Procureur général de Californie, qu'en application de l'article 12921.9 du code des assurances, refuser la prise en charge pour la mastectomie et la reconstruction d'un thorax masculin uniquement sur la base de l'âge est interdit en vertu des lois de l'État exigeant la couverture de la chirurgie reconstructive. Les compagnies d'assurance maladie doivent tenir compte de la situation clinique spécifique du patient pour déterminer la nécessité d'une intervention médicale,.
L'Arkansas est le premier État américain (en 2021) parmi plus d'une vingtaine à interdire aux mineurs l'accès aux transitions médicales. Mais en juillet 2021, un juge fédéral saisi par l'Union américaine pour les libertés civiles ordonne la suspension de la loi par une injonction interlocutoire en raison de la violation de la Constitution des États-Unis,.
Le Montana adopte une loi le 20 avril 2023 visant à interdire toutes opérations de réattribution sexuelle et/ou traitements médicamenteux pour les mineurs. Une élue démocrate trans n'est plus autorisée à s'exprimer devant la Chambre des représentants de l'Etat en raison d'un commentaire contre les autres élus ayant voté en faveur de ce texte,. Dans un second temps, elle en est exclue par un vote de cette assemblée. Certaines familles sont contraintes de déménager vers l'Illinois, le Minnesota ou la Californie afin que leur enfant puisse vivre leur identité de genre librement, sans obstacle juridique.
Après la Floride en mai 2023, qui limite les droits des personnes transgenres, le Texas promulgue une loi le 2 juin 2023 qui prohibe la prescription « des médicaments bloquant les hormones ou subit une intervention chirurgicale pour modifier le comportement sexuel de tout jeune de moins de 18 ans ». Une loi de l'Idaho interdisant des procédures médicales pour mineurs transgenres est désormais applicable, à la suite d'un arrêt rendu par la Cour suprême. Cette décision est temporaire dans l'attente de la décision sur le fond du dossier. La Maison Blanche déplore que 600 lois des États fédérés ciblant la communauté LGBTQ ont été adoptées en 2023. En mars 2023, le Président Joe Biden lui-même déclare que de telles "attaques" contre les droits des transgenres étaient « non américaines et doivent cesser ».
En France, la section éthique et déontologie du Conseil National de l’Ordre des Médecins, interpelée par l’Assistance publique–Hôpitaux de Paris, a conclu notamment que « Dès lors que des actes de chirurgie esthétique peuvent être pratiqués sur des mineurs, une torsoplastie effectuée dans le cadre d’une transition de genre pourrait être considérée comme un acte de chirurgie réparatrice ou reconstructrice […] et être pratiquée sur un mineur après information et consentement de ce dernier et des titulaires de l’autorité parentale. ». Le Réseau Santé Trans explique que cet avis renforce le droit des adolescents trans à bénéficier de chirurgies, tout en dénonçant la pratique en France de la vaginoplastie sur des enfants intersexes non consentants. À la suite d'un dépôt de plainte de parents, un psychiatre et un endocrinologue sont sanctionnés en 2021 par le conseil régional du conseil de l'ordre des médecins pour leur rôle dans le cadre du parcours de transition d'un jeune homme (FtM). Ils sont convoqués en audience d'appel le 1er mars 2023 devant le Conseil national de l'Ordre des médecins. Leur fils se sent quant à lui « heureux et libre ».
La version septembre 2022 des standards de soin de la WPATH ne prévoit pas de seuil d’âge chez l’adolescent pour un certain nombre d'opérations (féminisation faciale, augmentation mammaire, orchidectomie, hystérectomie, et métoidioplastie) et décrivent des effets positifs de la vaginoplastie chez les jeunes femmes trans mineures, mais ne soutiennent pas la possibilité de phalloplastie chez les jeunes hommes trans mineurs.

#### Opposition à la prise en charge médicale
Un article alarmiste publié dans le journal conservateur Daily Mail en 2018, au Royaume-Uni, présente les transitions chez les enfants comme un phénomène de mode, non pas dû à une véritable transidentité mais à une influence d'internet et des élèves trans sur les élèves cis influençables, en particulier autistes.
En 2020, une tribune française d'une cinquantaine de psys, médecins et intellectuels avaient qualifié la transition d'« emprise idéologique sur le corps des enfants ». Le psychiatre américain McHugh a qualifié en 2020 l'administration d'hormones retardatrices de puberté de proche de la « maltraitance sur mineurs », arguant qu'elles ralentissent croissance des enfants et risquent de provoquer leur stérilité. Une nouvelle tribune similaire, réunissant 140 scientifiques et intellectuels, est publiée en 2022 dans la presse européenne.
En réponse, le pédopsychiatre Jean Chambry responsable du Centre Intersectoriel d'Accueil pour Adolescent à Paris, publie en 2020 une tribune dans L'Express où il attribue l'augmentation des transitions chez les adolescents à une libération de la parole sur la transidentité, qui évite que les jeunes trans passent à côté de leur identité en raison d'une absence de mots pour en parler. La transidentité est indépendante de la pression sociale, selon une étude (2022) menée par l’American Academy of Pediatrics.

## Transphobie

### Rejet, discriminations et violences
Les personnes transgenres sont souvent victimes de transphobie — rejetées, discriminées, insultées ou brutalisées. Selon une étude italienne (2011), 27,5 % des enfants trans ont subi des violences et des parents réagissent très négativement au coming-out trans de leurs enfants, allant jusqu'à le rejeter hors du foyer, ou à lui imposer une « thérapie de conversion » pour le remettre « dans le droit chemin ». Ces « thérapies », liées à la droite chrétienne américaine, sont jugées dangereuses par l’association américaine de psychiatrie, et vivement contestées par une partie de l'opinion publique. Les mineurs transgenres sont plus victimes de maltraitance sur mineur que les enfants et adolescents cisgenres et ils sont plus harcelés par leurs pairs que les enfants cisgenres, quelle que soit leur orientation affective et sexuelle, ce qui contredit l'hypothèse, souvent avancée par les opposants à la transition des mineurs, que les mineurs trans seraient en réalité des jeunes lesbiennes ou de jeunes gays cherchant à échapper à l'homophobie (puisque la transphobie suscite encore plus de rejet que l'homophobie).
[pertinence contestée]
Des travaux de chercheuses et chercheurs travaillant sur l'enfance trans concluent que des théories pseudoscientifiques ont vu le jour au fil des décennies pour appuyer des positions transphobes à l'égard de mineures et mineurs trans notamment. Avec l'idée que ce serait nouveau, temporaire, socialement contagieux ou idéologique [réf. nécessaire]. 
L'historienne canadienne des transidentités Jules Gill-Peterson a travaillé durant les années 2010 sur le mythe du prétendu « phénomène nouveau » que seraient les enfants trans dans son livre Histories of the Transgender Child. Avec des historiennes comme Laurie Marhoefer, avec l'Association Historique Américaine, l'Association des Historiens Américains, l'Association Historique LGBTQ+ et d'autres chercheurs et chercheuses, elle a écrit un document à l'attention dans le cadre d'une affaire judiciaire entendue par la Cour Suprême des États-Unis. Le texte est présenté comme « basé sur des décennies d'études et de recherches menées par des historiens professionnels, vise à fournir une perspective historique précise de la longue histoire des soins de genre et de la transition d'identité sexuelle »  par l'AHA. Selon des historiennes (dont Laurie Marhoefer) et historiens spécialistes de la Communauté LGBTQIA+, le négationnisme fait partie des arguments utilisés pour nier l'existence des enfants trans et parler de prétendue nouveauté. 
La juriste et bioéthicienne québécoise Florence Ashley soutient que la théorie de la « contagion sociale » (liée à la théorie controversée de la « dysphorie de genre à apparition rapide ») n'est pas étayée de preuves scientifiques[source insuffisante].
Selon des auteurs de l'Institut La Boétie (2020), il existe aussi des discours parlant d'idéologie transgenre ou d'autres manœuvres qui viseraient à « corrompre » les enfants et à mettre en danger la société. Cela fait écho à la théorie complotiste du pédopiegeage LGBT[réf. nécessaire].

### Impacts

#### Santé mentale

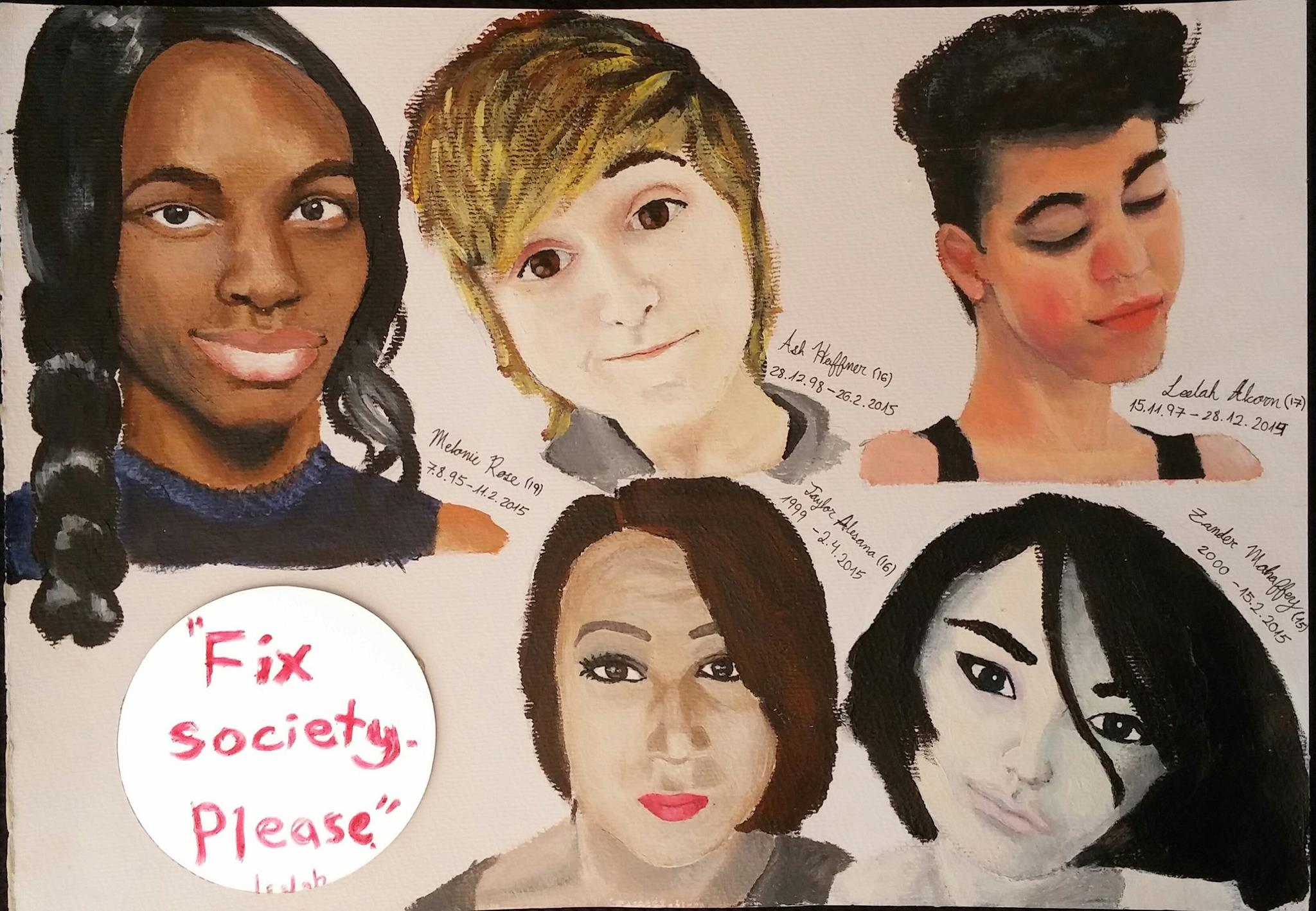
Peinture représentant 5 jeunes trans s'étant suicidés en 2015 : Melonie Rose (21 ans, haut à gauche), Ash Haffner (16 ans, haut au centre), Leelah Alcorn (17 ans, haut à droite), Taylor Alesana (15 ans, bas au centre) Zander Mahaffey (14 ans, bas à droite).

La transphobie fait que beaucoup de jeunes personnes trans internalisent, dès le plus jeune âge, qu'elles sont un problème, et que leur identité de genre doit rester cachée,. Cela rend ces enfants et adolescents trans bien plus vulnérables à divers troubles psychiatriques, à l'abus de substances, aux conduites à risque et au suicide, (ainsi, en France, en 2009, plus de 65 % des jeunes transgenres de 16 à 26 ans ont déjà envisagé le suicide, et près de 34 % ont déjà fait une ou plusieurs tentatives,.

#### Conditions de vie
En 2018, une enquête sur la santé des personnes LGBTI souligne que les jeunes trans vivent très mal leurs années de collège : près des 86 % des personnes trans interrogées se sont senties mal au cours de leur scolarité. En particulier, les élèves qui subissent du harcèlement transphobe réussissent moins bien en classe, ont moins d'activités extra-scolaires, sèchent plus de cours et ont globalement moins confiance en eux, ce qui a un impact négatif sur la manière dont ils envisagent leur orientation future. En 2022, un couple et leur fils trans préfèrent quitter le Texas où des textes hostiles aux jeunes trans sont adoptés.
Les jeunes trans sont aussi proportionnellement plus nombreux que les cisgenres à être sans-abri, et à se prostituer pour assurer leurs revenus.

## Socialité des mineurs trans

### La famille
Elle est comme l'enfant, soumise au poids de théories culpabilisantes (comme quand ils découvrent l'homosexualité de leur enfant, certains parents ont l'impression qu'ils ont raté quelque chose dans leur éducation quand ils comprennent que leur enfant est transgenre). La famille soutient parfois l'enfant, mais son rôle est souvent ambivalent à très négatif comme l'a montré, entre autres, le suicide (fin 2014) de Leelah Alcorn, adolescente trans américaine à qui sa faille avait refusé tout traitement hormonal. La relation du mineur transgenre à sa famille a été peu ou pas du tout documentée dans de nombreux pays, mais quelques enquêtes montre qu'elle n'est pas toujours le refuge surlequel l'enfant pourrait compter :
Selon l'enquête Engendred Penalties de Stephen Whittle (2007), c'est un lieux de tension et de transphobie. 45 % des répondant·e·s à l'enquête ont dit avoir perdu au moins un membre de leur famille du fait de leur transidentité ; et 36 % ont perdu tout contact avec leur famille. 
L’enquête Transphobie faite en France donnait près de 30 % des interrogés citant des actes ou des propos transphobes subis au sein de leur famille.
En 2011, la psychologue Diane Ehrensaft décrit 3 types de familles : 
1. des familles transphobiques, qui rejettent toute transition, ainsi que l'idée que leur enfant soit porteur d'une non-conformité de genre ;
2. des familles proactivement aidantes, qui accompagneront pleinement la réflexion de l'enfant, et le cas échéant un parcours de transformation ;
3. des familles  oscillant entre entre « aide » et « déni », qui vont repousser le problème, les choix et l’accompagnement vers des aidants extérieurs.

Aux États Unis, les psychologues Brill et Pepper ont en 2008, dans un ouvrage The Transgender Child, insisté sur l'importance du triangle « famille-école-santé » et invité à aider les familles à « passer de la crise à un empowerment familial ». En 2011, Kreiger publie un autre ouvrage sur ce thème (aidez votre enfant transgenre) Helping your Trangender Teen.
En France, en 2010, l’association Chrysalide a édité un petit guide Les transidentités et les proches. Familles, parents, enfants et amis puis en 2015, l’Association nationale transgenre (ANT) a publié un fascicule titré Si mon genre m’était conté…  puis en 2022, Mehdi Liratni, a publié « 100 idées pour accompagner la transidentité chez l'enfant et l'adolescent: Comprendre les identités de genre. Épauler les parents durant la transition ».

### Réseaux d'entraide, proches aidants
Selon Alessandrin en 2016, outre qu'ils sont isolés à l'école, « les mineurs trans continuent de rester dans l’angle mort des politiques publiques en matière de santé comme d’intégration sociale et scolaire ». Ils se tournent donc souvent vers le web pour trouver information et soutien et l'accès à une communauté acceptante de la transidentité, qu'elle soit en ligne ou pas, améliore la santé mentale des jeunes trans.

### Militantisme

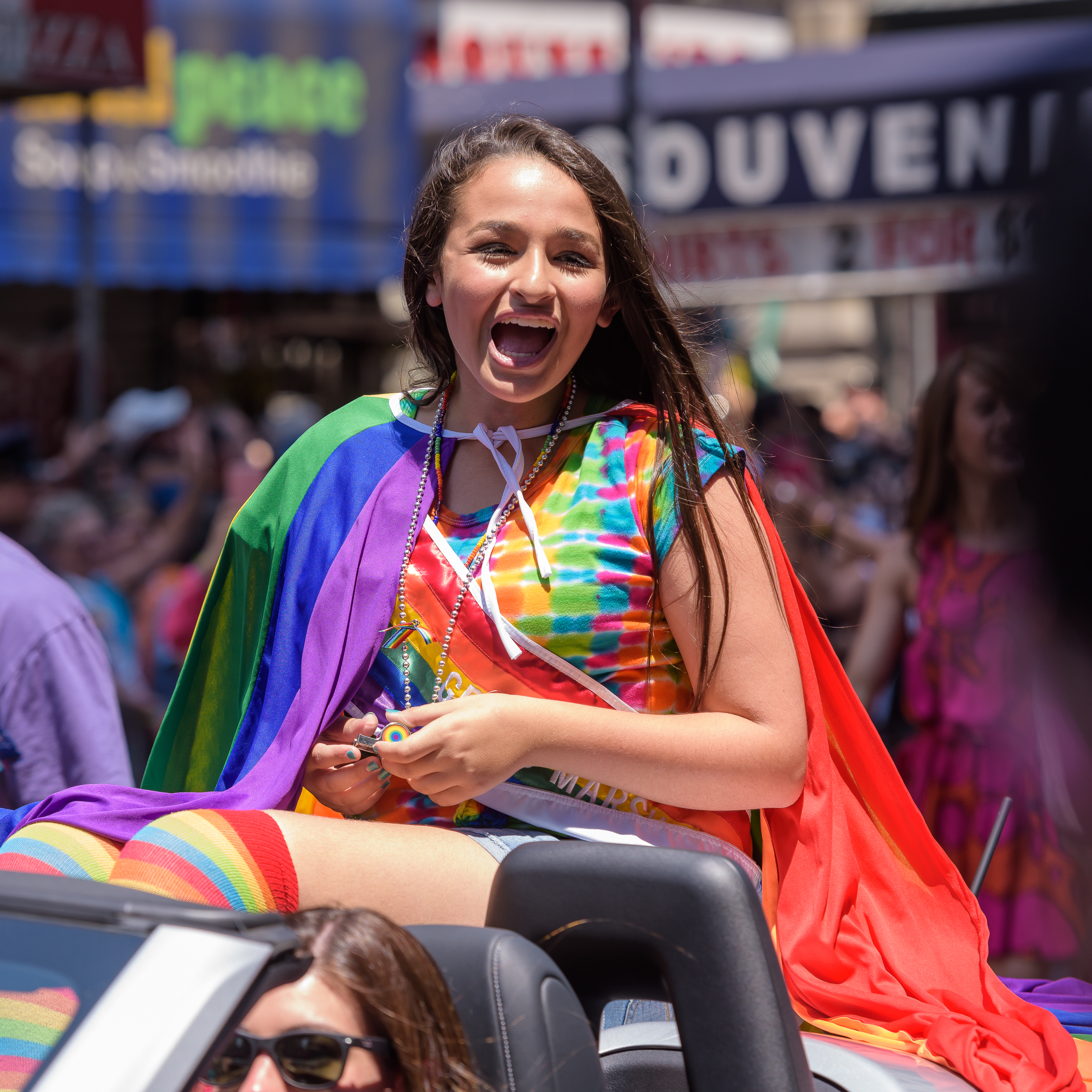
Jazz Jennings, alors âgée de 15 ans, à la marche des fiertés de New York de 2016.

En 2007, alors qu'elle n'a encore que six ans, Jazz Jennings donne une interview à la télévision américaine sur ce que signifie être une petite fille trans. Alors âgée de 16 ans, la militante Eli Erlick fonde en 2011 l'association Trans Student Educational Resources, qui produit des documentations sur l'accueil des élèves transgenres dans le système scolaire. En 2015 sort la série documentaire I am Jazz (en), centré sur la vie de Jazz Jennings, alors âgée de 14 ans.

## Études sur les enfants et adolescents trans
En 2013 est lancé le TransYouth Project, une étude longitudinale sur le développement des enfants ayant commencé leur transition sociale avant le début de leur puberté.
Les travaux internationaux montrent un bénéfice des traitements médicaux sur le bien-être global des jeunes concernés. Cependant d'autres thématiques gagneraient à être approfondies : un état des lieux de l’accompagnement des mineurs en France, l’impact des traitements hormonaux au long cours, le consentement éclairé des mineurs et sur les enjeux de préservation de leur fertilité, notamment. Enfin, la HAS souhaite mener une enquête auprès des services (hospitaliers, Maison Des Adolescents) et des professionnels libéraux pour établir un état des lieux de l’accompagnement des mineurs trans et en exploration de genre. Elle veut veiller à un maillage territorial de l’offre d’accompagnement des mineurs, en consolidant les équipes spécialisées et en soutenant la formation et le travail en réseau des autres professionnels impliqués. Il n'existe pas d'orientation nationale en France sur les thérapies en dehors des recommandations précitées de l'Académie de Médecine et de la HAS.
Pour la première fois en Belgique francophone, en 2021, le Centre d’Accompagnement des Transidentités du CHU de Liège lance une consultation mixte en pédopsychiatrie et endocrinologie pédiatrique spécialisée sur la question transidentitaire infanto-juvénile afin de répondre à une demande émergente, des besoins spécifiques des enfants et des adolescents.
En raison de la pathologisation de la transidentité comme trouble de l'identité sexuelle jusqu'au début des années 2010, la grande majorité de la littérature universitaire produite sur les enfants transgenres est écrite par des professionnels de santé mentale, avec une majorité d'entre eux cherchant à faire revenir les enfants trans vers un développement cisgenre vu comme sain. S'est développé ensuite une série de publications se focalisant toujours sur la santé mentale des enfants trans, mais partant d'une position d'affirmation plutôt que de correction du genre revendiqué par les enfants.
En 2022, l'Académie de médecine française a publié un communiqué titré La médecine face à la transidentité de genre chez les enfants et les adolescents.
Pour les philosophes et historiens français Ariel Bernier et Alain Leplège en 2018 : « il doit être noté que les enfants ne participent pas à l’élaboration de ces différentes théories ; ils ne sont pas sollicités pour définir les cadres de la recherche scientifique, et n’interviennent pas de manière active à leur mise en œuvre. Leur rôle est donc, au mieux, d’accepter ou de refuser les idées et les théories les concernant – imposées sous la forme d’un ensemble de traitements qui leur seront proposés ».
L'adolescence est le moment de l'affirmation de l'identité, mais aussi de la découverte de sa sexualité et de celle des autres, alors traversé par les notions de sexe et de genre, par la découverte du désir et des fantasmes sexuel, et des pratiques de la sexualité.
Selon Jean Chambry (Pédopsychiatre au GHU psychiatrie et neurosciences de Paris, ancien Président de la SFPEADA, Président du collège de pédopsychiatrie de la Fédération française de Psychiatrie et copilote du groupe de pédopsychiatrie de la Commission nationale de la psychiatrie), qui a accompagné environ 200 adolescents et jeunes adultes avec transidentité durant plus d'une décennie, il est essentiel d'« aborder ces questions sans a priori idéologiques et d’accueillir toutes les paroles des personnes concernées afin de développer avec elles les stratégies les plus adaptées à leur bien-être et leur épanouissement à tous les âges de la vie ».

## Représentations médiatiques et culturelles
Les sociologues Karine Espineira et Alex M. Mahoudeau notent que, dans la représentation médiatique des enfants transgenres, la parole des adultes trans qui avaient réalisé leur transidentité dans leur enfance est invisibilisée. De plus, cette représentation, en particulier autour de la transition de Jazz Jennings, est sensationnaliste, favorisant des effets de paniques morales ; elles expliquent ce sensationnalisme par la structuration des médias, qui cherchent de plus en plus à produire du contenu à un rythme tellement élevé qu'il devient difficile de présenter la transidentité dans ce qu'elle a de banal et factuel. Elles notent cependant que cette médiatisation a eu des effets positifs pour les enfants trans, en permettant la création d'aides à destination des familles et du personnel médical.

### Filmographie
Divers films abordent des thèmes liés à l’identité de genre et à la transition :
- Le film Ma vie en rose (1997) d'Alain Berliner met en scène Ludovic, jeune enfant de sexe masculin qui vit en tant que fille, et tente de convaincre son entourage de respecter cette identité. Il est en conflit avec sa famille et ses voisins.
- Le film Tomboy (2011) de Céline Sciamma raconte l'histoire d'une enfant de 10 ans nommée Laure, qui, après son déménagement dans un nouveau quartier, se fait passer pour un garçon auprès de ses amis.
- Le film About Ray (2015) de Gaby Dellal raconte le parcours d'un jeune homme trans et de sa famille. Il suit cette famille qui va devoir traverser et accepter la transition de Ray afin qu'il puisse s'épanouir.
- La série australienne Premier Jour (First Day) de 4 épisodes (la rentrée, la révélation, l'épreuve, le grand saut) d'une durée de 25 minutes environ est diffusée sur la plateforme de vidéos Okoo en 2020. La vie d'une ado transgenre rentrant au collège: révélation, acceptation par les autres, rivalités, affirmation et accomplissement dans son genre[p 38],[p 39].
- Il est elle (2020) s'inspire de la BD Barricades de Charlotte Bousquet et Jaypee. Ce téléfilm français en deux parties raconte la vie d'une adolescente assignée garçon et sa lutte pour avoir le droit d'effectuer sa transition. C'est une coproduction RTBF[p 40].
- La série britannique Butterfly (2020) raconte l'histoire de la transition d'un garçon vers l'autre sexe au sein des trois générations d'une famille[p 41].
- Cowboys (2020). Un garçon transgenre de 10 ans dont les parents sont séparés, part vivre l'aventure d'un cowboy dans la forêt du Montana avec son père. Sa mère prévient les autorités afin de les retrouver[p 42],[82].
- Le film The Mirror (2021). Les premiers pas d'une petite fille trans dans la société contemporaine en Inde[83].
- Le film L'Immensita (2023). Dans les années 1970, une famille aménage dans un des nombreux nouveaux complexes résidentiels construits à Rome. L’aînée, Adriana, se présente délibérément comme un garçon auprès des autres enfants[84],[85].

### Livres jeunesses
Un certain nombre d'auteurs pour la jeunesse ont introduit le sujet de la dysphorie de genre dans leurs romans ou nouvelles, avec par exemple : 
- Le Club des cinq d'Enid Blyton, une des jeunes adolescentes, prénommée Claudine, se fait appeler Claude et revendique une identité masculine[p 43],[p 44]. Des lecteurs modernes voient dans ce personnage de garçon manqué un jeune transgenre. Il est improbable qu'il s'agisse de l'intention de l'autrice, compte tenu de ses opinions conservatrices[p 45].
- Barricades, roman graphique de Charlotte Nousquet et Jaypee, paru chez Gulf Stream éditeur en janvier 2018.
- Je suis Camille de Jean-Loup Felicioli (2019). Ses anciens camarades de classe la rejetaient : « Camille c'est pas une vraie fille lalalalère ». Un jour Camille rencontre Zoé, elle hésite beaucoup à lui révéler son secret. (Editions Syros en édition Kindle)
- La bande dessinée en ligne de Sophie Labelle Assignée garçon raconte l'histoire de Stéphie, 11 ans, une fille trans qui découvre son genre, et qui se l'approprie.
- Camille aux papillons (2021) de Mary Wenker et Amélie Buri par les Editions "Loisirs et Pédagogie". Une petite fille trans qui aime les vêtements pour les filles rencontre d'autres enfants comme elle[86].
- Reconnaitrans une bande dessinée de Laurier The Fox. Un recueil des témoignages sur les micro-agressions subis au quotidien par les personnes transgenres: actes, paroles, situations transphobes, enbyphobes, cissexi (2021). Editions Lapin
- Les Editions "On ne compte pas pour du beurre" (2022) publient Je m’appelle Julie dont l'héroïne est une petite fille transgenre[p 46].
- Marie-Pierre Gazaille et Marie-Eve Turgeon (2022) livrent le récit dans L’ouragan et moi, la vie d'un petit garçon dont le père est devenu une femme[p 47]. Editions Québec Amérique
- Élisabeth Bligny, Mon ado change de genre ; Ed : La boite à Pandore 145 p (18/06/2020)
- Élisabeth Bligny, Léo et Sasha : comment expliquer la transidentité aux enfants ? Ed : Rue De Seine (28/02/2023)
- Louis Feghlou et Marie-Lou Lesage, Petite fille deviendra grand, Editions Leduc Graphic, 2024, 152 p. (ISBN 979-1-02-853171-3)

### Autres supports
- La marque de shampooings Pantene, en 2021 lors d'une campagne publicitaire, met en scène une petite fille trans auprès de ses mères[p 48]
- Un père de famille canadien dont la fille est cours de transition crée en 2021 une gamme de maillots de bain exclusivement dédiés aux filles transgenres[p 49].

### Sciences humaines
- Jules Gill-Peterson, Histories of the transgender child, 2018 (ISBN 978-1-4529-5815-6, 1-4529-5815-7 et 978-1-4529-5814-9, OCLC 1027732161, lire en ligne)
- Arthur Boulet, « Les narrations autour des « transitions de genre » à l’adolescence », Balisages - La revue de recherche de l'Enssib,‎ 2022 (lire en ligne )
- Valérie Adrian, « Les transidentités de l’enfant et de l’adolescent : un héritage en mouvement », Annales Médico-psychologiques, revue psychiatrique, vol. 178, no 6,‎ 1er juin 2020, p. 644–649 (ISSN 0003-4487, DOI 10.1016/j.amp.2020.04.006, lire en ligne, consulté le 27 février 2023)
- Arnaud Alessandrin, Jeunesse : de nouvelles identités de genre ?, La Documentation française, 2023, 106 p. (ISBN 978-2-11-157837-1)
- Léa Lepoix, « La prise en compte du consentement dans les lois d’interdiction des thérapies de conversion sexuelle », Médecine & Droit,‎ mai 2024 (ISSN 1246-7391, DOI 10.1016/j.meddro.2024.05.002, lire en ligne, consulté le 26 août 2024)

### Psychanalyse
- Nicolas Rabain, « Les adolescent·e·s transgenres et leurs parents. Abord groupal de la transition », Recherches en psychanalyse, 2020/2 (N° 30), p. 140-146. DOI : 10.3917/rep2.030.0140. [lire en ligne]

### Témoignages
- Josephine Yole Signorelli, P. Mon adolescence trans, Massot éditions, 2022 (ISBN 978-2380352580)
- Anne Marbot et Elodie Durand, Transitions - Journal d'Anne Marbot, Delcourt, 2021, 176 p. (ISBN 978-2413024316)
- Quentin Zuttion et Catherine Castro, Appelez-moi Nathan, Editions Payot et Rivages, 2018, 144 p. (ISBN 978-2228921626)
- Cat Clarke, Opération Pantalon, Robert Laffont, 2017, 270 p. (ISBN 978-2221193440)
- Julie Anne Peters, Cette fille, c'était mon frère, Editions Milan, 2016, 384 p. (ISBN 978-2745978363)

### Aide aux parents
- Elisa Bligny et Margot Dupuis (Illustratrice), Léo et Sacha : Comment expliquer la Transidentité aux enfants et aux parents ?, Rue de seine, 2023, 120 p. (ISBN 978-2493270542)
- Hortense Lasbleis et Anne-Lise Boutin (illustratrice), C'est quoi mon genre ?, Actes Sud Junior, 2023, 64 p. (ISBN 978-2-3301-6767-7)
- (en) Stephanie Brill et Rachel Pepper, The Transgender Child : Revised & Updated Edition: A Handbook for Parents and Professionals Supporting Transgender and Nonbinary Children, 2022 (ISBN 978-1627783248)
- Dr Anne Bargiacchi, C’est pas mon genre ! Les clés pour répondre aux questions de votre enfant sur le genre, Marabout, 2022, 256 p. (ISBN 978-2501167277)
- Annie Pullen Sansfaçon et Denise Medico, Jeunes trans et non binaires - De l'accompagnement à l'affirmation, Remue-Ménage, 2021, 384 p. (ISBN 978-2890917439)
- Elisa Bligny, Mon ado change de genre, La boite à pandore, 2020, 145 p. (ISBN 978-2875574466)
- (en) Stephanie Brill et Lisa Kenney, The Transgender Teen: A Handbook for Parents and Professionals Supporting Transgender and Non-Binary Teens, 2016 (ISBN 978-1627781749)

### Documentaires
- « Témoignages » La nouvelle vie de Stella et Alex, émission Envoyé spécial sur France 2 diffusée le jeudi 25 février 2021 [voir en ligne]
- « Unique en Mon Genre », un documentaire de Pascale Fournier, Co-production France 3 Pays de la Loire – 13 prods (2021)
- Transhood d'HBO (2020) porte sur les enfants trans aux États-Unis.
- Petite Fille (2020) de Sébastien Lifshitz, raconte l'histoire de Sasha qui sait depuis ses trois ans, qu'elle appartient au sexe féminin contrairement à ce qu'indique son acte de naissance[p 50].
- « Ils ne sont pas nés dans le bon corps », émission Ça commence aujourd'hui sur France 2 diffusée le vendredi 13 novembre 2020 [voir en ligne]
- Je suis un garçon (2019) illustre le parcours d'un adolescent transgenre de France 3 Occitanie, en partenariat avec Cinélatino et la région Occitanie[p 51].
- Enfants transgenres : Qui est le mieux placé pour savoir ? (Transgender Kids: Who Knows Best?) (2017). 52 minutes. Réalisateur : John Conroy - BBC[87].
- I am Jazz (2015), série documentaire sur une petite fille trans américaine
- [vidéo] « « Transidentité - Leur enfant veut changer de sexe » », sur YouTube, émission Ça commence aujourd'hui sur France 2.